# Cherut – HaTnu’a HaLeumit
Cherut – HaTnuʿa haLeʾummit  (hebräisch חֵרוּת – הַתְּנוּעָה הַלְּאֻמִּית Cherūt – HaTnūʿah haLəʾummīt, deutsch ‚Freiheit – Die nationale Bewegung‘, Plene: חרות – התנועה הלאומית) war eine nationalistische Kleinpartei in Israel, die von 1999 bis 2009 bestand. Sie betrachtete sich selbst als Nachfolgerin der einstigen Cherut-Partei.

## Geschichte
Die Partei wurde am 23. Februar 1999 gegründet, als Benny Begin (Sohn des früheren Ministerpräsidenten und Cherut-Führers Menachem Begin), Michael Kleiner und David Reʾem während der 14. Legislaturperiode der Knesset (1996–1999) den Likud verließen. Hintergrund war die Zustimmung des damaligen Ministerpräsidenten und Likud-Vorsitzenden Benjamin Netanjahu zum Hebron-Protokoll (1997) und Wye-Abkommen (1998), die den Abzug der israelischen Streitkräften aus Teilen des Westjordanlandes regelten. Die Hardliner innerhalb des Likud lehnten solche Zugeständnisse gegenüber den Palästinensern ab. Sie nahmen Bezug auf die historische Cherut, eine Vorgängerpartei des Likud, die von 1948 bis 1988 bestanden hatte.
Zur Parlamentswahl im Mai 1999 trat Cherut als Teil der Nationalen Union mit den rechts-religiösen Parteien Moledet („Heimat“) und Tquma („Wiederaufrichtung“) an. Das Bündnis erhielt insgesamt 4 der 120 Sitze in der Knesset, von denen einer an das Cherut-Mitglied Michael Kleiner ging. Am 1. Februar 2000 verließ Kleiner die Nationale Union und bildete bis zum Ende der Legislaturperiode 2003 eine Ein-Mann-Fraktion der Cherut.
Bei der israelischen Parlamentswahl 2003 trat die Partei allein an. Sie wählte die Buchstaben נֵץ Nez, deutsch ‚Habicht‘ und verwendete den Slogan „der ‚Habicht‘ auf der rechten Seite“. Die Partei erreichte lediglich 1,1 Prozent, verfehlte damit die 1,5-Prozent-Hürde und schied aus der Knesset aus. Cherut nahm erneut an der Parlamentswahl 2006 teil, wieder mit den Buchstaben נץ. Auf Platz 4 ihrer Liste stand Yana Chudriker-Knafo, Gewinnerin von Miss Israel 1993. Bei dieser Wahl erreichte die Partei lediglich 0,07 Prozent. Vor der israelischen Parlamentswahl 2009 kehrten Michael Kleiner und Benny Begin zum Likud zurück und die Partei trat nicht mehr selbstständig zur Wahl an.